# Global Eradication of Malaria Program
Das Global Eradication of Malaria Program (im Deutschen etwa Programm zur weltweiten Ausrottung der Malaria) war ein Gesundheitsprojekt, das von der Weltgesundheitsorganisation (WHO) koordiniert wurde. Erklärtes Ziel war es, Malaria in allen Ländern der Erde auszurotten. Das Programm erstreckte sich im Wesentlichen auf den Zeitraum von 1955 bis 1970, insgesamt nahmen etwa 50 Staaten daran teil. Die Strategie sah vor, mit Hilfe von DDT die Zahl der Neuinfektionen drastisch zu senken. Anschließend sollten die verbliebenen Malariakranken bis zum völligen Verschwinden der Krankheit mit Medikamenten behandelt werden. In einigen der teilnehmenden Staaten konnte auf diese Weise Malaria dauerhaft ausgerottet werden, in anderen erzielte man nur kurzfristige Erfolge oder scheiterte.

## Vorgeschichte
In den Vereinigten Staaten wurde von 1947 an das National Eradication Program mit dem Ziel der Ausrottung von Malaria durchgeführt. Fünf Jahre später war Malaria aus den USA praktisch verschwunden und das Programm konnte eingestellt werden. Dabei wurden, wie später beim Global Eradication of Malaria Program, die Innenräume der Häuser mit DDT besprüht.

Malariabekämpfung auf Sardinien

Die Grundzüge der Strategie zum weltweiten Ausmerzen der Malaria werden Fred Soper zugeschrieben. Sie wurde zwischen 1947 und 1951 auf Sardinien im großen Maßstab erprobt, die Zahl der Malariafälle konnte dort von 75.000 (1946) bis zum Projektende auf 9 (1951) gesenkt werden. Anders als bei späteren Kampagnen versuchte man auf Sardinien, den lokal wichtigsten Malariaüberträger Anopheles labranchiae auszurotten, was allerdings nicht gelang.
Im Jahre 1953 wurde Marcolino Gomes Candau zum Generaldirektor der WHO gewählt, er sollte dieses Amt während des gesamten Malaria-Ausrottungsprogramms innehaben. Candau war in den 1930er Jahren Mitarbeiter Sopers bei der Bekämpfung der aus Afrika nach Brasilien eingeschleppten Anopheles gambiae gewesen. Die Strategie wurde 1954 von der Pan American Health Organization (PAHO) für den amerikanischen Kontinent beschlossen. Die WHO übernahm sie auf ihrer 8. Generalversammlung, die im Mai 1955 in Mexiko-Stadt stattfand.

## Strategie
Die Strategie des Global Eradication of Malaria Program sah vier Phasen vor.
Zunächst bedurfte es in jedem beteiligten Staat einer etwa ein- bis zweijährigen Planungs- und Vorbereitungsphase (preparatory phase). Die Staaten hatten die Malariabekämpfung weitestgehend in eigener Regie durchzuführen. Während der Vorbereitung mussten sie unter anderem die Finanzierung für die gesamte erwartete Projektdauer sicherstellen. Außerdem mussten die vorherrschenden Plasmodien-Arten, ihre Überträger und der Durchseuchungsgrad festgestellt werden. Personal war einzustellen und auszubilden, Ausrüstung zu besorgen, Vorversuche anzustellen und ein Zeitplan aufzustellen.
In der attack phase (übersetzt als Angriffs-, Ausrottungs- oder aktive Phase, Malariafeldzug) sollten durch Besprühen der Wohnungswände mit DDT oder Dieldrin die malariaübertragenden Mücken bekämpft werden. Dabei war es nicht notwendig die Malariamücken (Anopheles) auszurotten, es musste nur verhindert werden, dass sie den Erreger von Malariakranken auf Gesunde übertrugen. Daher nutzte man ihre Angewohnheit, sich nach einem Stich an der nächsten Wand auszuruhen und besprühte die Innenwände der Häuser und Hütten eines Gebiets mit DDT-Lösung (Indoor Residual Spraying).
Wenn sich die Mücken auf der Wand absetzten, nahmen sie eine tödliche Dosis DDT auf. Da DDT etwa ein halbes Jahr lang an den Wänden wirksam blieb, musste die Sprühaktion nur zweimal jährlich durchgeführt werden. In Ländern, in denen Malaria nur während bestimmter Jahreszeiten auftrat, reichte eine Behandlung pro Jahr. Für einen Quadratmeter Wandfläche waren 1–2 g DDT notwendig. Es wurde berechnet, dass die Malaria-Übertragungsrate drastisch sinken würde, falls man drei bis vier Jahre lang etwa 80 % der Wohnungswände in einem Gebiet mit DDT behandeln könnte. Erfahrungsgemäß dauert es etwa drei Jahre, bis eine Malariainfektion ausheilt. Wenn während dieser Zeit durch die Anwendung von Insektiziden Neuinfektionen größtenteils verhindert werden, sinkt die Zahl der Malariafälle auf ein medizinisch beherrschbares Niveau. Der WHO waren bereits 1953 Fälle von DDT-Resistenz bei Anopheles bekannt. Daher sollte der Einsatz von Insektiziden auf die attack phase beschränkt bleiben, um das Risiko von Resistenzbildungen zu minimieren. Gleichzeitig sollte mit Hilfe von Chloroquin und anderen Malaria-Medikamenten das Reservoir der Erreger im Körper der Erkrankten dezimiert werden.
Während der darauf folgenden Konsolidierungsphase (consolidation phase) lag das Schwergewicht des Programms auf der Behandlung der verbliebenen Malariakranken mit Medikamenten und dem Ausmerzen verbliebener Übertragungsherde. Falls innerhalb von drei Jahren der consolidation kein einziger Malariafall auftreten sollte, wurde die vierte Phase erreicht.
In der Erhaltungsphase (maintenance phase) war die betreffende Region malariafrei. Es musste lediglich der Re-Import der Malaria aus anderen Regionen verhindert werden, jeder neu auftretende Malariafall war sofort zu behandeln. Die dafür notwendigen  Kontrollen mussten über Jahre hinweg aufrechterhalten werden, bis zum weltweiten Verschwinden der Krankheit.
Falls während der Konsolidierungs- oder Erhaltungsphase die Malaria erneut aufflammen sollte, trat das Programm wieder in die attack phase ein.

## Finanzierung
In den USA setzten sich die Senatoren Hubert H. Humphrey und John F. Kennedy für das Projekt ein. Sie erreichten 1958, dass die Vereinigten Staaten in den folgenden fünf Jahren jeweils 23 Millionen Dollar bereitstellten, für die damalige Zeit eine Riesensumme. Insgesamt gaben die USA zwischen 1955 und 1970 etwa eine Milliarde Dollar für die weltweite Malariabekämpfung aus.
Allein 1960 stellten alle Geberländer weltweit über 100 Millionen Dollar für das Global Eradication of Malaria Program zur Verfügung. Auch die von Malaria betroffenen Staaten brachten große Summen für die Malariabekämpfung auf. In Indien betrug der Anteil des Malaria-Ausrottungsprogramms Mitte der 1960er Jahre 35 % des gesamten Gesundheitsetats.

## Durchführung

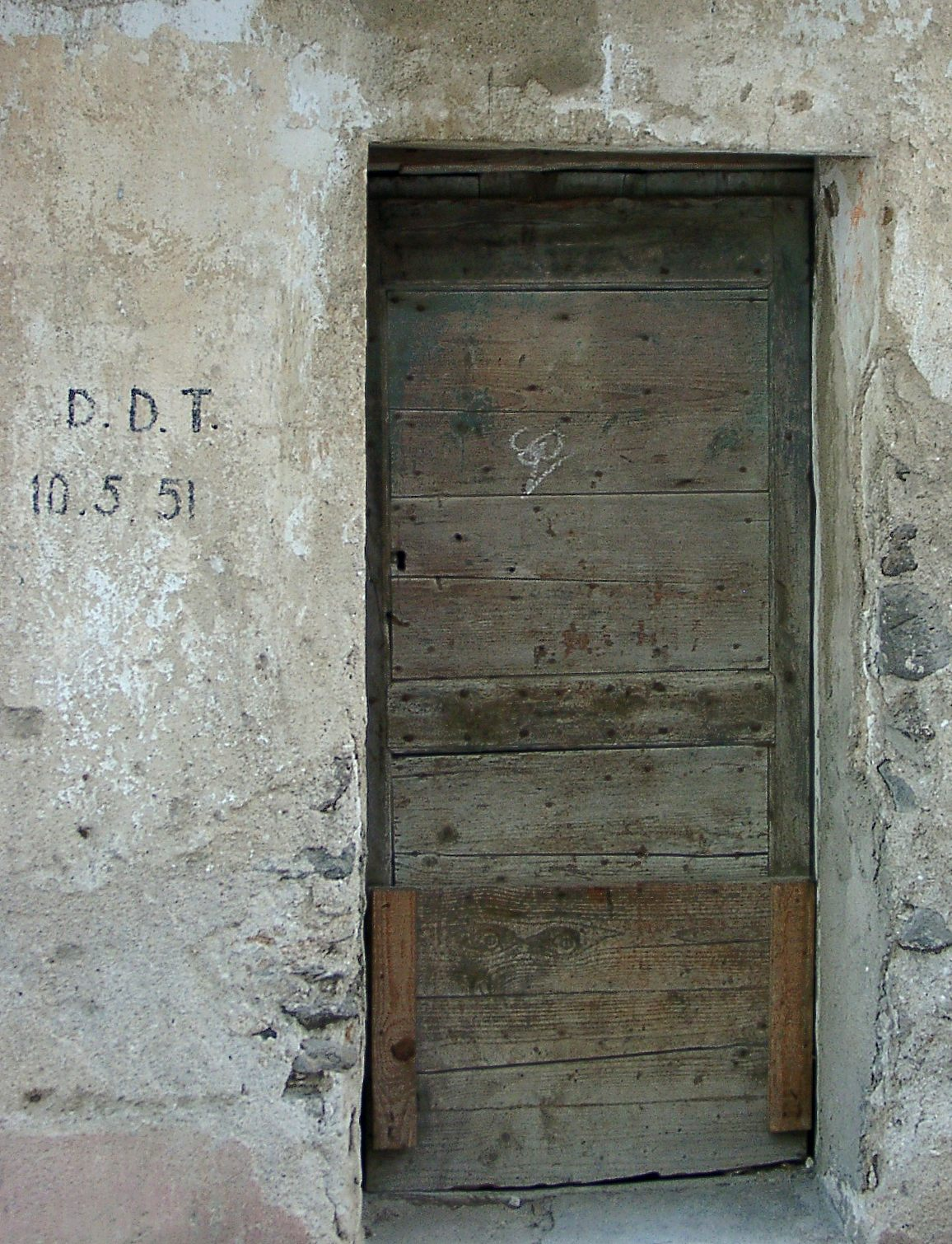
Spuren der Malaria-Bekämpfung in Italien

Ein Augenzeuge, der in Jamaika Anfang der 1960er Jahre an der Malariabekämpfung teilgenommen hatte, berichtet:
„Wir hatten alle tragbare Feldspritzen mit einem Fassungsvermögen von drei Gallonen (etwa 14 l). Wir verwendeten normalerweise eine wasserdispergierbare Formulierung, also Pulver, das in Wasser eingerührt werden musste. Dann setzte man den Tank unter Druck. Der Gruppenleiter hatte die betroffenen Haushalte einige Tage vorher informiert. Sie waren angewiesen worden, die Bilder von den Wänden abzunehmen und die Möbel wegzurücken. Lebensmittel und Eßgeschirr sollten aus dem Haus gebracht werden. Der Mann mit der Spritze sprühte die Wände mit Auf- und Abwärts-Bewegungen ein, mit einer vorgegebenen Geschwindigkeit und nach vorgegebenem Muster. Man begann an einem bestimmten Punkt und besprühte Wände und Decke, dann ging man hinaus und sprühte auch unter den Dachüberstand. Ein Mann konnte auf diese Weise zehn bis zwölf Häuser am Tag mit DDT besprühen. Man verwendete etwa 200 mg DDT auf einen Quadratfuß (etwa 2 g pro m²), was nicht viel ist, aber man konnte sehen wo bereits gesprüht worden war. Wenn die Wände trockneten blieb ein Rückstand zurück, etwa wie Kalk. Er roch ein wenig nach Chlor, ähnlich wie Schwimmbadwasser. Den Leuten wurde gesagt, dass sie eine halbe Stunde warten sollten, bis die Wände abgetrocknet waren. Dann konnten sie zurück in ihre Häuser.“

## Ergebnisse
Im Laufe des Programms verschwand Malaria aus Taiwan, großen Teilen der Karibik, den Balkanländern, Teilen Nordafrikas, Nord-Australien und großen Teilen des Südpazifik. In Holland, Italien, Polen, Ungarn, Portugal, Spanien, Bulgarien, Rumänien und Jugoslawien wurde Malaria bis Ende der 1960er Jahre dauerhaft ausgerottet. Ähnliche Erfolge wurden auch in Pakistan, Ceylon (= Sri Lanka), Paraguay, Venezuela, Mexiko und Zentralamerika erzielt.
In Indonesien, Afghanistan, Haiti und Nicaragua zeigten die Malaria-Ausrottungsprogramme nur geringe Wirkung.
Die Ausrottung gelang also vor allem in den Ländern der gemäßigten Klimazonen und auf Inseln, aber nicht in den kontinentalen Bereichen der Tropen.
In vielen beteiligten Staaten wurden nach den ersten Erfolgen zu früh Geld und medizinisches Personal aus den Anti-Malaria-Kampagnen abgezogen und anderweitig eingesetzt. Dadurch konnten neue Malariafälle nicht ausreichend behandelt werden oder blieben unentdeckt. Zwischenzeitlich waren DDT-Resistenzen bei verschiedenen Arten der Anophelesmücke aufgetreten. Der notwendige Ersatz von DDT durch andere Pestizide wurde meist unterlassen, da diese um den Faktor 4 bis 10 teurer gewesen wären. Zudem waren die Erreger der Malaria, die Plasmodien, teilweise gegen das meistverwendete Medikament Chloroquin resistent geworden.
Die WHO beurteilte die Erfolgsaussichten 1958 noch positiv, 1961 wurden erste Zweifel an der Machbarkeit geäußert.
Mitte der 1960er Jahre zeichnete sich ab, dass das ehrgeizige Ziel einer Ausrottung von Malaria nicht zu erreichen war. Die WHO stellte das Programm 1972 offiziell als gescheitert ein.

## Verlauf in einzelnen Staaten

### Indien
Das indische Malariabekämpfungsprogramm National Malaria Control Programme (NMCP) wurde schon 1953 aufgenommen und 1958 in National Malaria Eradication Programme (NMEP) umbenannt.
Während die Zahl der jährlichen Malaria-Neuinfektionen 1953 auf 75 Millionen Fälle geschätzt wurde und 800.000 Menschen an Malaria starben, wurden 1966 nur noch 108.400 Neuinfektionen gezählt, es gab keinen einzigen Malaria-Todesfall mehr.
Danach stieg die Zahl der Erkrankungen wieder an. Neben dem Aufkommen von DDT-Resistenzen bei verschiedenen Anopheles-Arten und von Chloroquin-Resistenz bei Plasmodien, Fehlern bei Planung und Durchführung der Bekämpfungsprogramme werden verschiedene Gründe für das Scheitern der Malaria-Ausrottung in Indien genannt. In Indien war Malaria ursprünglich vor allem auf dem Lande verbreitet, allerdings stieg in der zweiten Hälfte der 1960er Jahre die Zahl der Malariafälle in den Städten stark an. Hier war Anopheles stephensi der Überträger, der sich mit dem Besprühen der Innenwände kaum bekämpfen ließ. Im Rahmen der Grünen Revolution wurden Bewässerungssysteme angelegt, die den Malariamücken neue Brutplätze boten. In den 1960er Jahren wurde die Industrialisierung Indiens vorangetrieben, Wanderarbeiter zogen von einer Großbaustelle zur nächsten und schleppten dabei die Krankheit in zuvor malariafreie Regionen wieder ein. Indien schloss sich der Bewegung der blockfreien Staaten an, worauf die USA 1965 die finanzielle Unterstützung der Malariabekämpfung in Indien einstellten. Der Konflikt mit Pakistan (Zweiter Indisch-Pakistanischer Krieg, Bangladesch-Krieg) führte dazu, dass Malaria nicht mehr allerhöchste Priorität hatte. Während der Ölkrise verteuerten sich alle Erdölprodukte und infolgedessen auch DDT.
Im Jahre 1970 wurden eine halbe Million Neuerkrankungen gezählt, 1977 erkrankten allein in Indien wieder 30 Millionen Menschen an Malaria.

### Ceylon/Sri Lanka
Auf Sri Lanka überwiegt Malaria tertiana, Epidemien treten üblicherweise in Trockenjahren auf. Wenn der Monsunregen ausbleibt, trocknen die Flüsse der Insel aus, es bleiben kleine Tümpel zurück. In diesen kommt es zu einer Massenvermehrung des dort wichtigsten Malaria-Überträgers Anopheles culicifacies.
1948 verzeichnete Ceylon 2,8 Millionen Fälle von Malaria und die Regierung entschloss sich, dagegen mit DDT vorzugehen. Bereits 1954 war die Zahl der Malariafälle so niedrig, dass die Kampagne eingestellt wurde. Nach einer Dürreperiode flammte die Malaria 1956 erneut auf. Daraufhin wurde die Mücken-Bekämpfung mit DDT wieder aufgenommen, von 1959 an im Rahmen des Global Eradication of Malaria Program. Bis 1963 sank die Zahl der Malariaerkrankungen in Ceylon auf 17 Fälle. Man schloss daraus, dass die Krankheit nun besiegt sei und beendete das Versprühen von DDT. Ein Jahr danach (1964) zählte man schon 150 Fälle von Malaria und bis ins Jahr 1969 erhöhte sich die Zahl dann auf 2,5 Millionen Fälle jährlich. Durch die Wiederaufnahme des Sprühprogramms konnte die Zahl der Krankheitsfälle bis 1972 noch einmal auf 150.000 gesenkt werden. Trotz andauernden massiven DDT-Einsatzes wurden 1975 wieder etwa 400.000 Fälle gezählt. Die Epidemie konnte erst eingedämmt werden, als man 1976 DDT durch Malathion ersetzte.